# Fairmont Monte Carlo

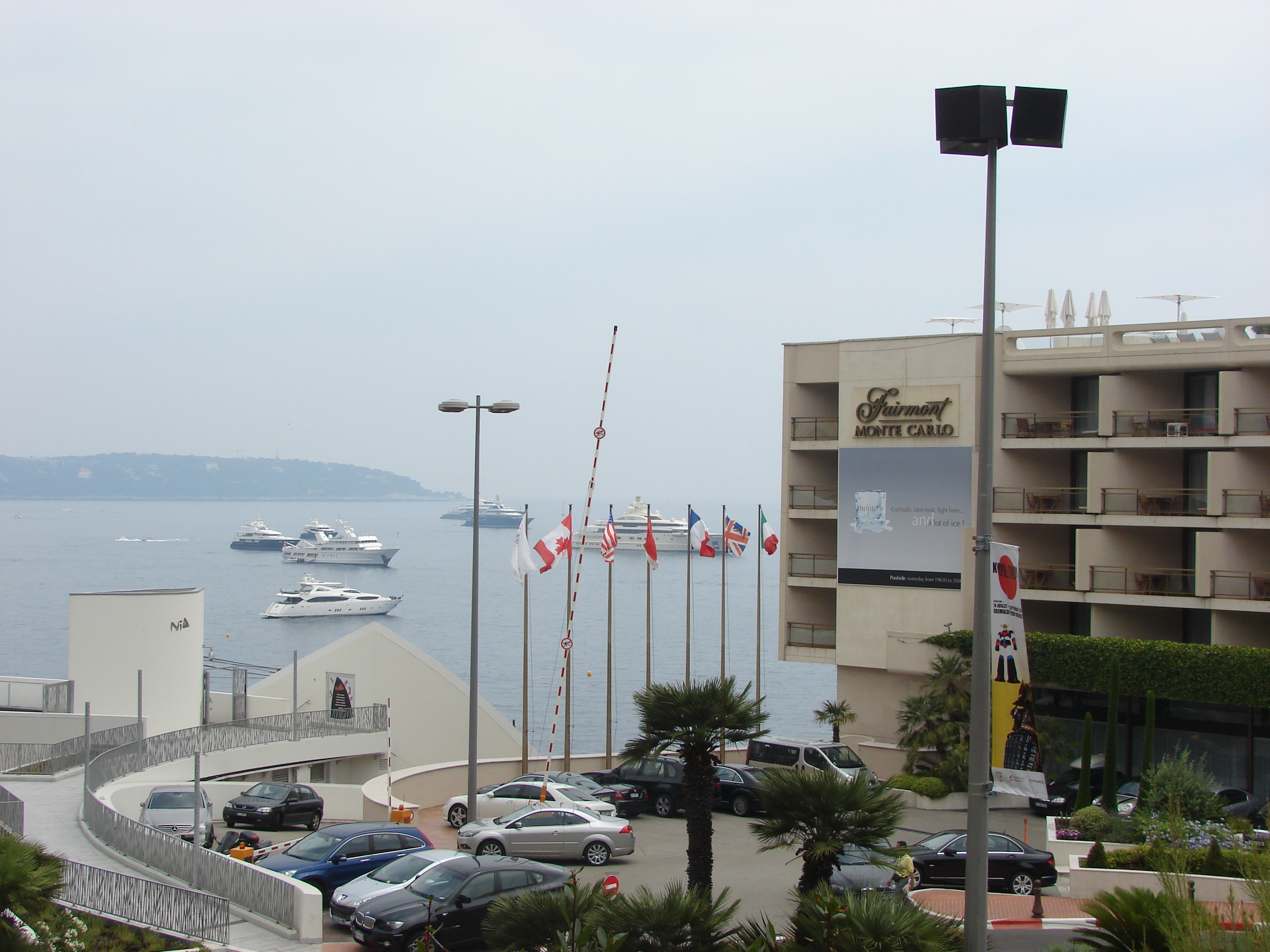
Fairmont Monte Carlo

O Fairmont Monte Carlo é um resort de luxo localizado em Monte Carlo administrado pela cadeia hoteleira canadense Fairmont Hotels and Resorts . É construído à vista do grampo do Circuito de Mônaco .

## História
A construção do hotel foi concluída no início dos anos 1970. O hotel foi construído no local da primeira estação ferroviária monegasca, pela incorporadora Caroli Group . Como está hoje, ainda existe um trecho da parede da estação original escondido em um dos escritórios do hotel. Em vez de construir o hotel nas rochas, a propriedade foi parcialmente construída na costa do Mediterrâneo. O hotel foi inaugurado em agosto de 1975, administrado pela Loews Hotels, como Loews Monte-Carlo . Em 1998, Toufic Aboukhater comprou o hotel da Loews Hotels Holding Corporation por um preço não revelado e o rebatizou de Monte Carlo Grand Hotel .
Em 2004, o hotel foi adquirido pela Fairmont Hotels and Resorts por 215 milhões de euros Foi a primeira compra por uma joint venture da Fairmont, Kingdom Hotels International e Bank of Scotland Corporate. e renomeado Fairmont Monte Carlo . O hotel foi renovado em 2005 e novamente em 2009.
Durante o evento anual de Fórmula 1 no Circuito de Mônaco, os pilotos fazem uso do túnel sob o hotel que é considerado uma das partes mais perigosas do circuito. Um dos cantos ainda em homenagem ao nome do hotel anterior, o Grand Hotel. O hotel tem vista para uma curva fechada que é considerada uma das partes mais dramáticas do circuito do Grande Prêmio.